# فرانتيسيك بلاخ
فرانتيسيك بلاخ (بالسلوفاكية: František Plach)‏ هو لاعب كرة قدم سلوفاكي في مركز حراسة المرمى، ولد في 8 مارس 1992 في جيلينا في سلوفاكيا. لعب مع بياست غليفيتسه ونادي جيلينا.

## وصلات خارجية
- فرانتيسيك بلاخ على موقع الاتحاد الأوربي (الإنجليزية)
- فرانتيسيك بلاخ على موقع قاعدة بيانات كرة القدم.إي يو (الإنجليزية)
- فرانتيسيك بلاخ على موقع Soccerway.com (الإنجليزية)
- فرانتيسيك بلاخ على موقع عالم كرة القدم.نت (الإنجليزية)